# ایست پاچ‌آگ نیویورک
ایست پاچ‌آگ نیویورک (به انگلیسی: East Patchogue) یک منطقهٔ مسکونی در ایالات متحده آمریکا است که در شهرستان سافک، نیویورک واقع شده‌است. ایست پاچ‌آگ نیویورک ۲۱٫۹ کیلومتر مربع مساحت و ۲۲٬۴۶۹ نفر جمعیت دارد و ۷ متر بالاتر از سطح دریا واقع شده‌است.